# Mellikon

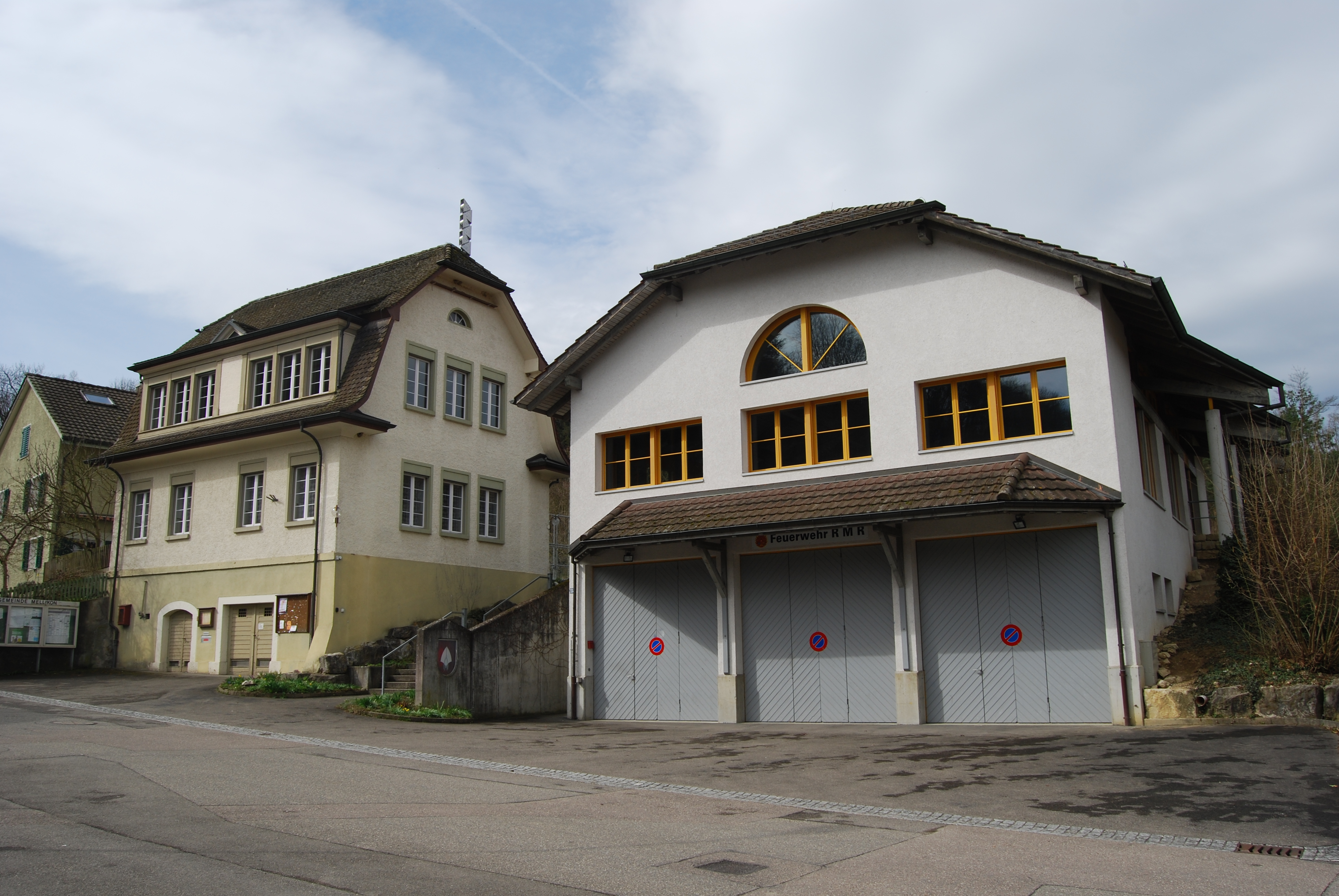
Mellikon

Mellikon is een gemeente en plaats in het Zwitserse kanton Aargau en maakt deel uit van het district Zurzach.
Mellikon telt 249 inwoners.